# Szerbia magyar emlékei, látnivalói

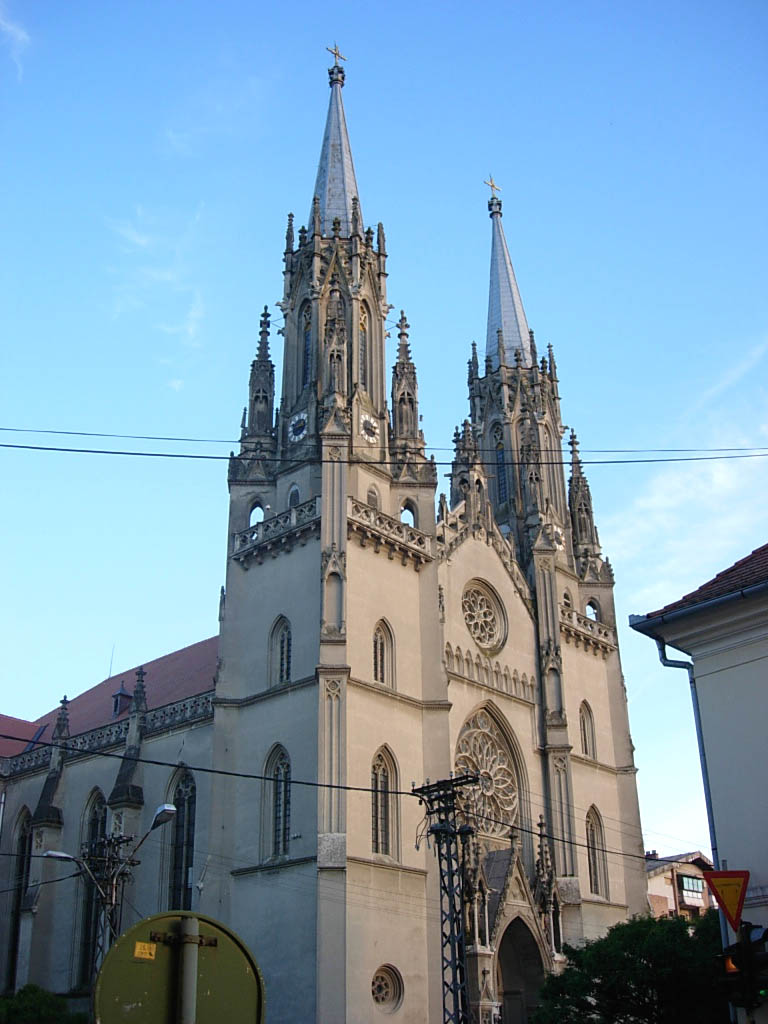
Versec: a Schulek Frigyes tervei alapján épült Szent Gellért templom

Ez a szócikk Szerbia - ezen belül elsősorban a Vajdaság Autonóm Tartomány - legfontosabb magyar történelmi emlékeit, helyszíneit, valamint a vajdasági magyar lakosság kulturális életéhez, művészetéhez, néphagyományaihoz kötődő látnivalókat mutatja be régió és téma szerinti csoportosításban.

## Látnivalók régiók szerint

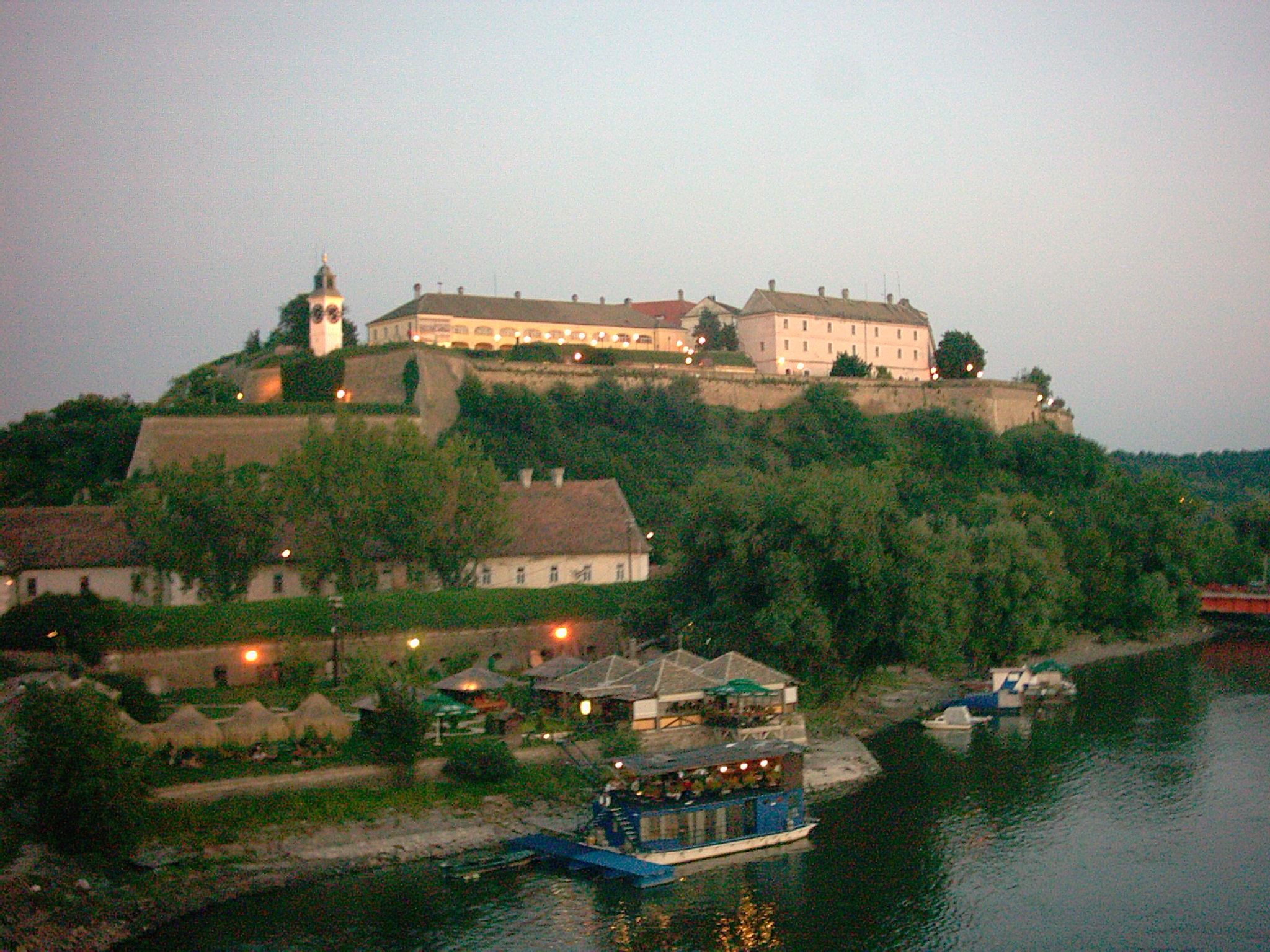
Pétervárad vára

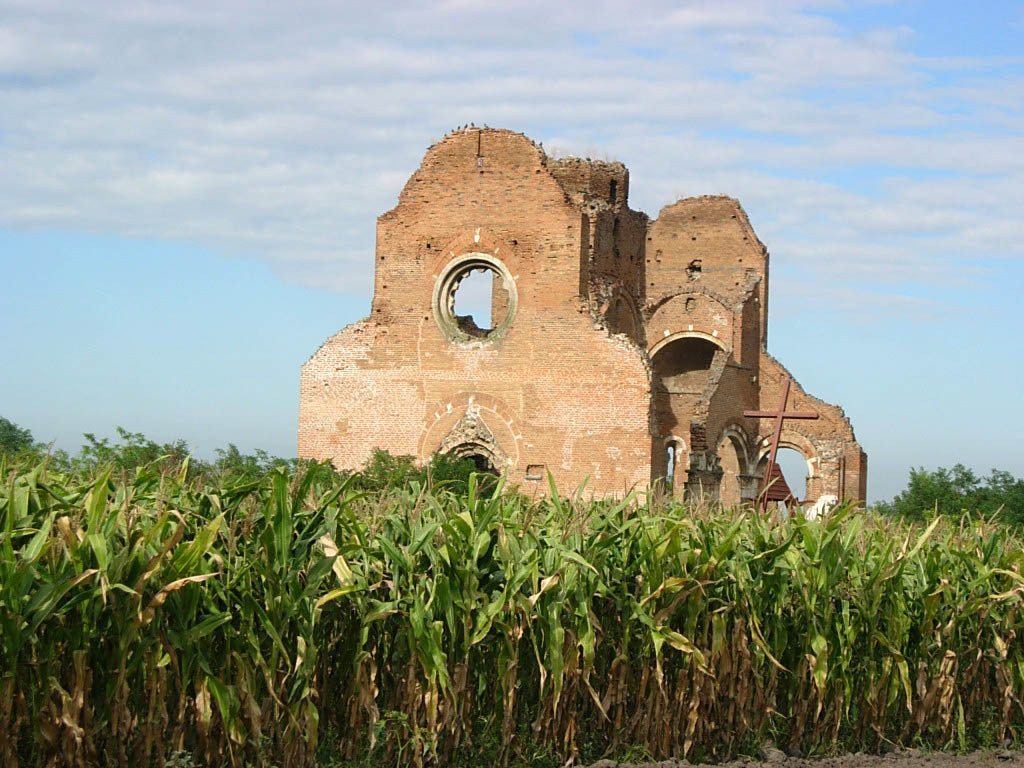
Törökbecse: az aracsi templomrom

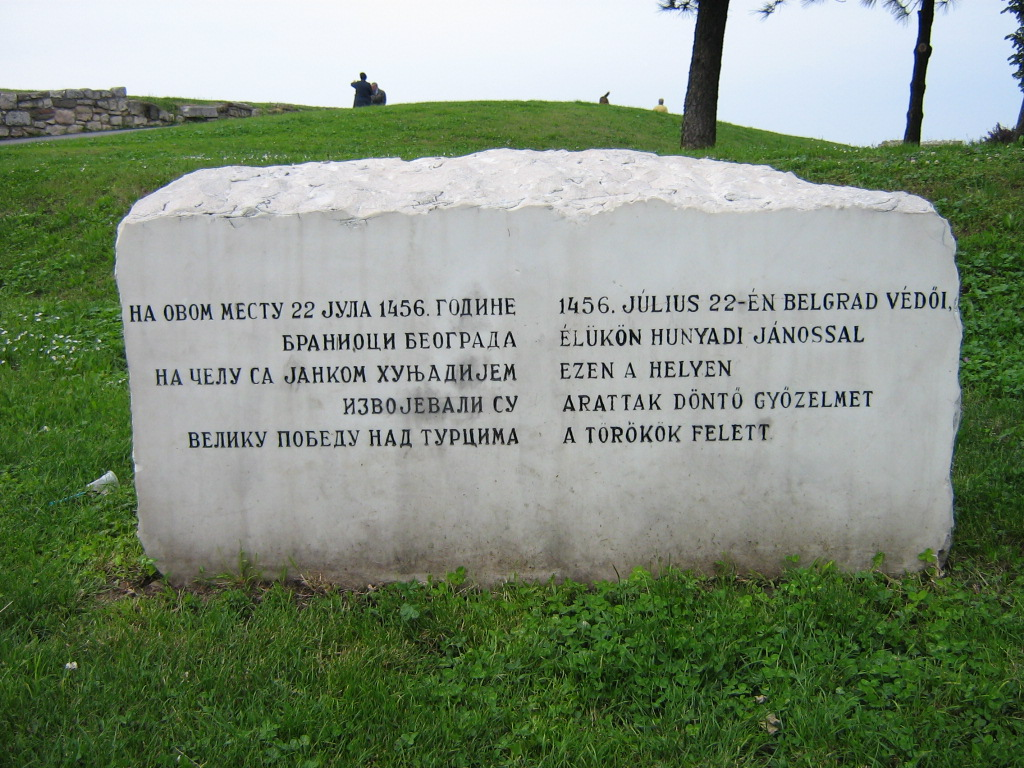
Belgrád: a nándorfehérvári diadal emlékköve

### Bácska
- Bács (Bač) – bácsi vár, ferencesek temploma
- Szabadka (Subotica) és környéke
  - Városháza, sétálóutca, Zsolnay-szökőkutak, Népszínház, Ávilai Szent Teréz székesegyház
  - A törött szárnyú turul madár emlékműve a Zentai úti temetőben az 1944–45-ös délvidéki vérengzések áldozatainak állít emléket.
- Csantavér (Čantavir) - Páduai Szent Antal katolikus templom
- Újvidék (Novi Sad) és környéke
  - Városháza, katolikus templom
  - Péterváradi vár
- Zenta (Senta) – a zentai csata emlékhelye, városháza

### Bánát
- Törökbecse (Novi Bečej) – Aracsi templomrom az Árpád-korból
- Nagybecskerek (Zrenjanin) – városháza, katolikus templom
- Versec (Vršac)
  - Schulek Frigyes tervei alapján épült a katolikus Szent Gellért templom
  - verseci vár
  - érsomlyói várrom
- Székelykeve - a majdnem színmagyar település a falusi vendéglátás egyik központja[2]

### Szerémség
- Marót (Morović) – román-gótikus stílusú katolikus templom, középkori várrom
- Rednek (Vrdnik) – középkori várrom
- Szalánkemén (Stari Slankamen) - középkori várrom

### Közép-Szerbia
- Belgrád (Beograd): Nándorfehérvár vára - a nándorfehérvári diadal emlékköve
- Zimony (Zemun): Hunyadi-torony
- Galambóc (Golubac): vára Zsigmond király, Mátyás király és Kinizsi Pál török elleni harcainak egyik nevezetes helyszíne volt
- Szendrő (Smederevo): Szendrő vára. Szintén Hunyadi János és Kinizsi török elleni harcainak színhelye, az utóbbi itt halt meg.
- Szabács: (Šabac): A vár romjai. Mátyás király török elleni győzelmének helyszíne.

## Látnivalók téma szerint

### Műemlékek

#### Templomok

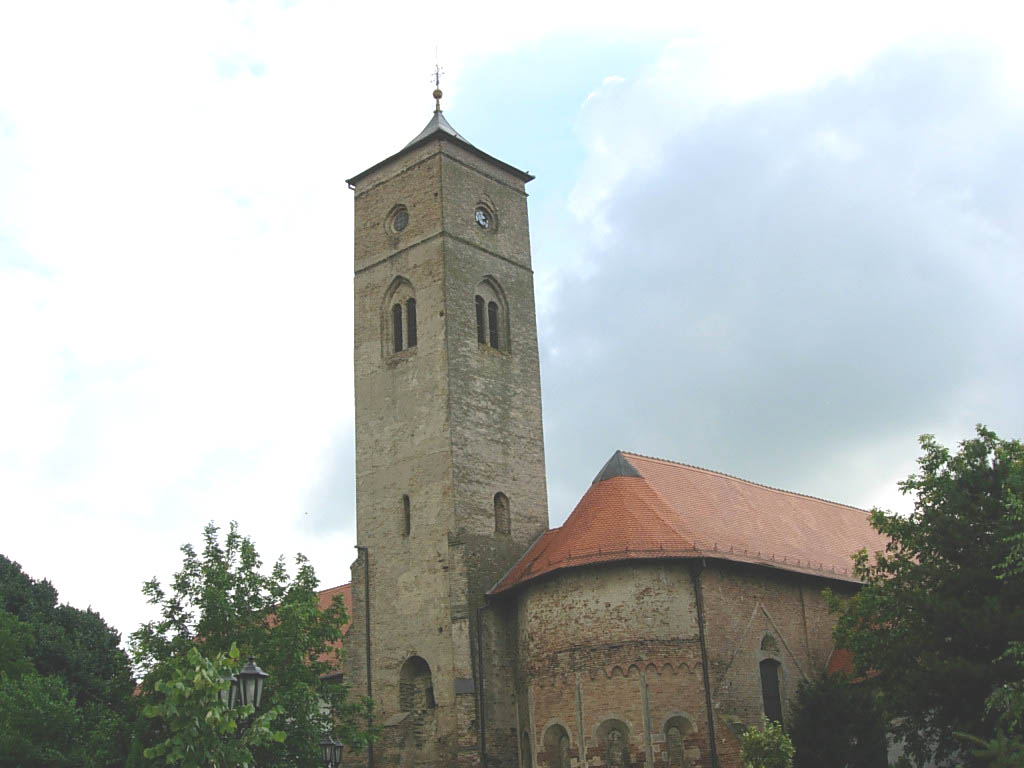
A középkori bácsi templom

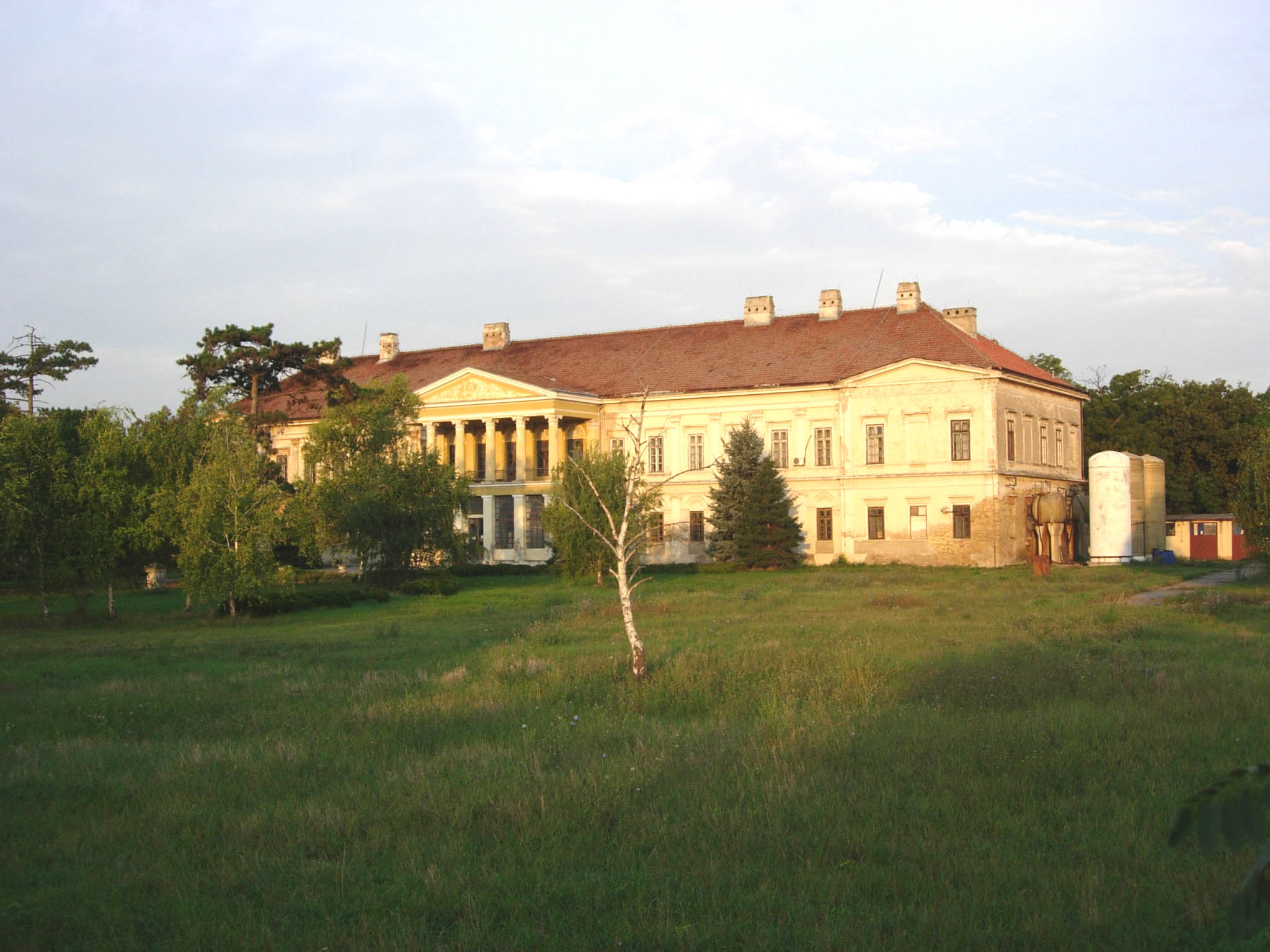
A beodrai Karácsonyi-kastély

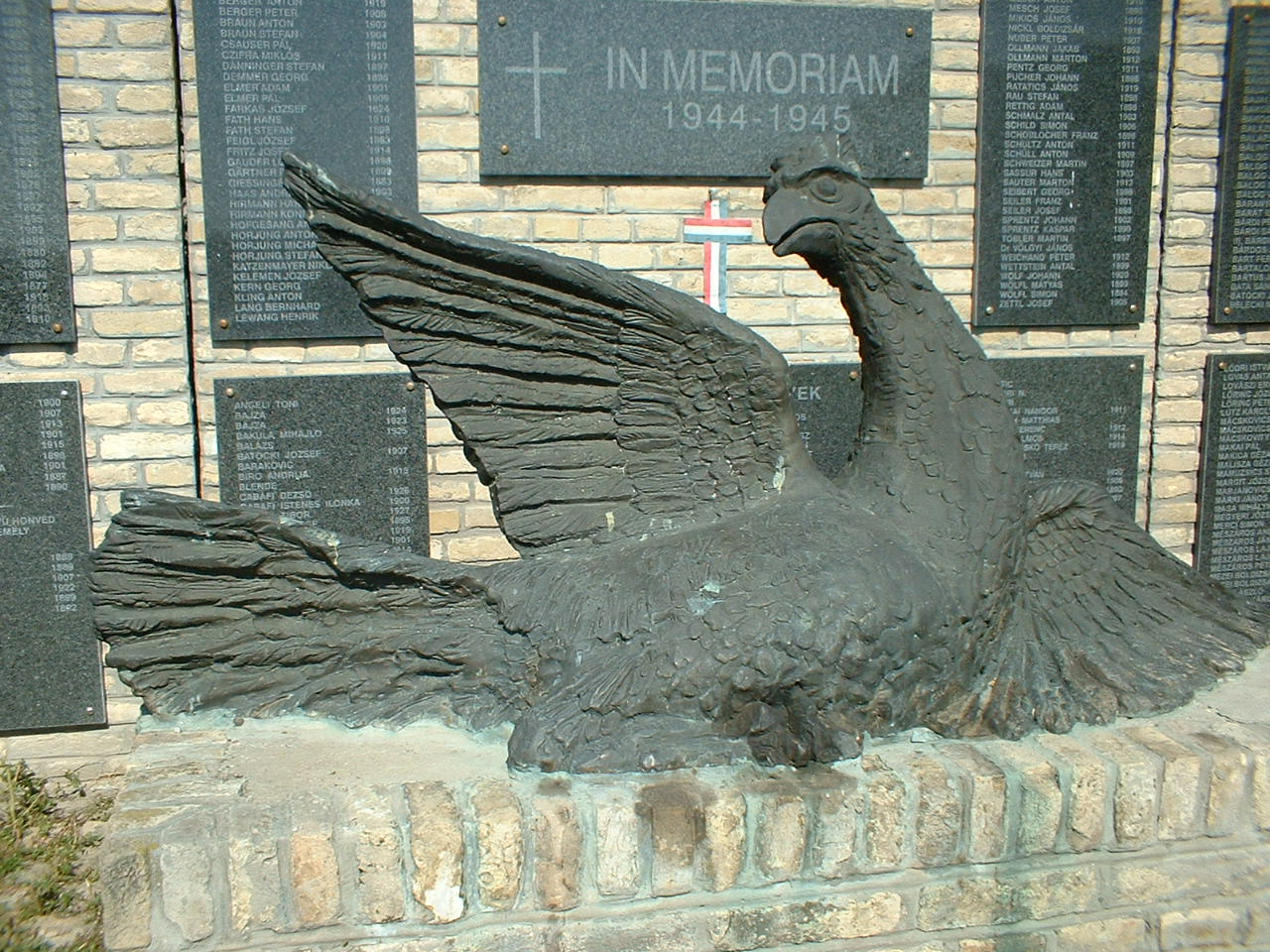
In memoriam 1944–1945. Törött szárnyú turul a délvidéki vérengzések áldozatainak emlékére

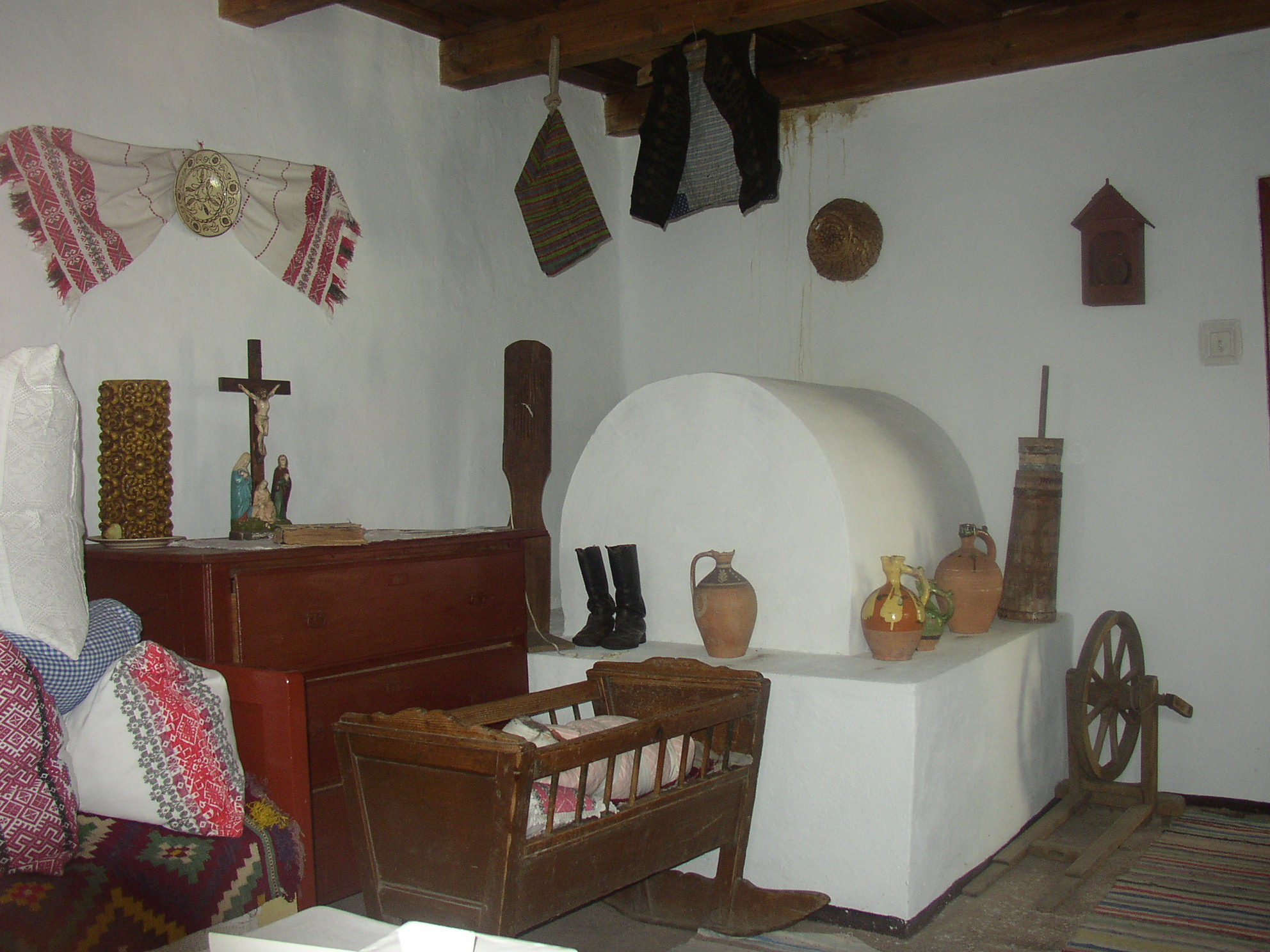
Népi lakóház szobája, Székelykeve

Aracs (Vranjevo) – Szent István király templom,
Bács (Bač) – Szent Pál-nagytemplom, ferences templom,
Bácsföldvár (Bačko Gradište) – Szent Mihály-templom,
Bácsordas (Karavukovo) – Szent Márton-templom,
Bácsszentiván (Prigrevica) – római katolikus templom,
Bácstóváros (Tovariševo) – Szent Károly-templom,
Bácsújfalu (Selenča) – Szentháromság-templom, evangélikus templom,
Bácsújlak (Bačko Novo Selo) – Szent Anna-templom,
Boróc (Obrovac) – Szent Ferdinánd-templom,
Dernye (Deronje) – Szent József-templom,
Dunacséb (Čelarevo) – Mária Mennybevitele-templom,
Hódság (Odžaci) Szent Mihály-templom,
Kerény (Kljajićevo) – Sarlós Boldogasszony-templom,
Karlóca (Sremski Karlovci) – Béke Királynője templom, Szentháromság-templom,
Klári (Radojevo) – római katolikus templom,
Kúla (Kula) – Szent György-templom,
Küllőd (Kolut) – Keresztelő Szent János-templom,
Magyarkanizsa (Kanjiža) – r.k. templom,
Módos (Jaša Tomić) – római katolikus templom,
Mohol (Mol) Szent György-plébániatemplom,
Nagybecskerek (Zrenjanin) – Székesegyház, piarista templom,
Nagyszered (Veliko Središte) – római katolikus templom,
Óbecse (Bečej) – Nagyboldogasszony-templom, Páduai Szent Antal templom,
Ófutak (Futog) – székesegyház,
Ószivác (Sivac) – ósziváci római katolikus templom, újsziváci református templom,
Paripás (Ratkovo) – Nepomuki Szt. János-templom,
Regőce (Ridica) – Urunk Jézus Mennybemenetele római katolikus templom
Szabadka (Subotica) – Szt. Teréz székesegyház, Ferences templom (Barátok temploma), zsinagóga,
Szépliget (Gajdobra) – Szent Márton-templom,
Temerin (Temerin) – Szent Rozália-templom,
Törökbecse (Novi Bečej) – Assisi Szt. Klára-templom, evangélikus templom,
Újverbász (Vrbas) – óverbászi evangélikus templom, óverbászi református templom, újverbászi evangélikus templom, újverbászi római katolikus templom,
Újvidék (Novi Sad) – Mária Neve Nagytemplom, református templom,
Zenta (Senta) – Jézus Szíve templom, Páduai Szent Antal templom,
Zombor (Sombor) – Karmelita Nagytemplom, Szentháromság-templom,
Zsablya (Žabalj) Havas Boldogasszony-templom

#### Várak, erődök
- Pétervárad, ma Újvidék része

#### Kastélyok
- Babapuszta (Aleksa Šantić) – Fernbach-kastély, romos
- Beodra (Novo Miloševo) - Karácsonyi-kastély
- Csóka (Čoka) – Léderer-kastély
- Dunacséb (Čelarevo) – Bezerédy-kastély
- Écska (Ečka) – Lázár-kastély
- Hajdújárás (Hajdukovo) – Ingusz-kastély, romos
- Horgos (Horgoš) – Kárász-kastély, romos
- Haraszti (Rastina) – Rédl-kastély
- Regőce (Riđica) – Kovách-kastély, romos
- Temerin (Temerin) – Szécsen-kastély
- Topolya (Bačka Topola) – Kray-kastély
- Becse (Bečej) – Dungyerszki kastély

#### Köztéri szobrok
- Bácskossuthfalva / Ómoravica  (Stara Moravica) – Kossuth-szobor, nemében egyetlen a Bácskában
- Magyarittabé (Novi Itabej) – Kossuth-szobor
- Szabadka (Subotica) – Kosztolányi Dezső egész alakos szobra
- Újvidék (Novi Sad) – Fehér Ferenc költő mellszobra
- Apatin (Apatin) – Szent István király mellszobra

#### Temetők
- Törökbecse: katolikus temető 1848-as hősök emlékműve
- Zombor: katolikus temető, számos jeles vajdasági közéleti személy nyughelye
- Újvidék: katolikus temető (Futaki úti temető)számos vajdasági magyar közéleti személy nyughelye (Börcsök Erzsébet, Kalapis Zoltán, Majtényi Mihály, B. Szabó László, Bori Imre stb.)

### Történelmi emlékhelyek
- Óbecse: Than fivérek szülőháza
- Szenttamás: Gion Nándor-emlékház

### Fesztiválok, kulturális események
- Június : Bácsföldvár - Palacsintafesztivál
- Augusztus: Orom - Malomfesztivál
- Augusztus: Szabadka - Interetnofesztivál
- Szeptember vége - október eleje: Újvidék, Vajdasági Táncháztalálkozó - több száz előadó, kirakodóvásár, több ezer látogató

## Lásd még
- A Kárpát-medence magyar emlékei, látnivalói
- Szerbia turizmusa

## Külső hivatkozások
- Vajdaság kincsei – Értéktár.rs